# El Pingo
Pour les articles homonymes, voir Pingo.
El Pingo est une localité rurale argentine située dans le département de Paraná et dans la province d'Entre Ríos.

## Démographie
La population de la ville, c'est-à-dire à l'exclusion de la zone rurale, était de 559 habitants en 1991 et de 679 en 2001. La population de la juridiction du conseil d'administration était de 703 habitants en 2001. Elle comptait 903 habitants en 2010.